# Cadi Kaddour
 (septembre 2015).
Pour les articles homonymes, voir Cadi (homonymie).
Cadi Kaddour (en amazighe : Qaḍi Qddur), né en 1952, linguiste marocain et docteur en linguistique amazighe de l’Université de la Sorbonne.
Il fut aussi enseignant chercheur à l’Université de Fès-Dhar El Mhraz et un militant engagé pour la défense de l’amazighe. D'ailleurs, la faculté de Selouane porte son nom. Kaddour Cadi est décédé le 15 septembre 1995, à l'âge de 43 ans, dans un accident de voiture dont les causes sont obscures.
Après ses études primaires et secondaire à Ait Sidar et à Tétaouen, il s'inscrit à la Faculté des Lettres et des Sciences humaines de Rabat et brillamment en 1975 sa licence de langue et littérature françaises. Puis il suit à l’École Normale Supérieure une formation pédagogique afin de devenir professeur. Il est nommé professeur de français dans un lycée de Casablanca pour l'année scolaire 1975-76. La même année, il obtient le Certificat d’Études approfondies en Linguistique, puis il se présente au concours de recrutement des assistants qu'il réussit avec succès.

## Travaux
- Pour une archéologie onomastique ; le cas (t)amazigh(t), Al-Asas, no 45, 1982, p. 31-34.
- Quelques remarques métalinguistiques sur les formes verbales dérivées en langue tamazight, Revue de la Faculté des Lettres de Fès, no 7, 1983-1984, p. 73-78.
- Valence et dérivation verbale en Tarifit, Awal : Cahiers d'Études berbères, no 1, 1985, p. 111-123, notes.
- Passif et moyen en berbère rifain, Études et Documents berbères, no 12, 1994, p. 105-117, notes.

## Biographie
« Kaddour Cadi (1952-1995) », sur www.berberemultimedia.fr (consulté le 8 octobre 2015) [PDF] par Miloud Taifi et Ouhami Ould-Braham.
- Lhoucine Ait Bahcine, « (الرحيل في زمن المحرمات الثقافية الكبرى بالمغرب (تكريما للمرحوم قاضي قدور في الذكرى الأربعينية لرحيله » [lire en ligne]
- Agraw.com, « Cadi Kaddour: Who is he? » [lire en ligne]